# Dubăsari (arrondissement)
Het arrondissement Dubăsari (Moldavisch: Районул Дубэсарь; Russisch: Дубосса́рский райо́н; Roemeens: Raionul Dubăsari) is een arrondissement van Moldavië. De zetel van het arrondissement is Cocieri.
In de Transnistrische Oorlog (1990-1992) was de omgeving van Dubăsari het toneel van veel strijdgeweld. Bij het staakt-het-vuren was een deel van het arrondissement, dat in zijn geheel door Transnistrië geclaimd wordt en op de linkeroever van de Dniestr ligt, nog in Moldavische handen. Het grootste deel, waaronder de oorspronkelijke hoofdstad Dubăsari, is nu onder controle van Transnistrische autoriteiten, als het Transnistrische district Dubossary. Arrondissement Dubăsari is een van de weinige plekken waar Moldavië gebied beheerst op de linkeroever van de Dniestr.
De 11 gemeenten, incl. deelgemeenten (localitățile), van Dubăsari:

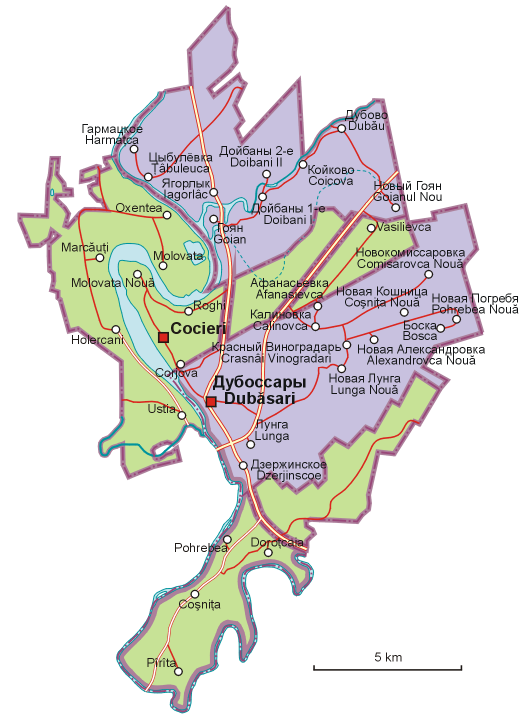
Kaart van het arrondissement Dubăsari. Groene gebieden zijn onder controle van Moldavië, paarse van Transnistrië.

- Cocieri, incl. Vasilievca
- Corjova, incl. Mahala
- Coșnița, incl. Pohrebea
- Doroțcaia
- Holercani
- Marcăuți
- Molovata
- Molovata Nouă, incl. Roghi
- Oxentea
- Pîrîta Pîrîta
- Ustia.